# Nam Jung-hyun
Pour les articles homonymes, voir Nam.
Nam Jeong-hyeon (hangeul : 남정현), né le 14 décembre 1933 à Seosan et mort le 21 décembre 2020 à Séoul, est un écrivain sud-coréen, connu également pour ses prises de position contre le gouvernement en Corée du Sud. 

## Biographie
Nam Jeong-hyeon est né le 13 décembre 1933 à Seosan, dans la province de Chungcheongnam-do, en Corée du Sud. Il est le premier fils d'une famille de deux garçons et de deux filles. Il a pour la première fois envisagé une carrière dans l'écriture quand il a lu durant son enfance Le Comte de Monte-Cristo alors qu'il était à l'hôpital pour le traitement d'une tuberculose. Il a épousé Sun-nam en 1958 et fait ses débuts littéraires avec la publication de Zone d'avertissement (Gyeonggo guyeok). En 1961, son écriture le place en conflit direct avec le gouvernement notamment quand son récit La terre excrément (Bunji) fut republié en Corée du Nord. Nam a continué à écrire des pièces contre le gouvernement et a été emprisonné deux fois encore.

## Œuvre
En utilisant des techniques littéraires telles que l'hyperbole, l'ironie, l'allégorie et la satire pour représenter les valeurs subverties de l'homme moderne et de la société dans laquelle il vit, Nam Jeonghyeon a lancé de fortes invectives contre le régime politique oppressif et la société corrompue. La terre excrément (Bunji, 1965), par exemple, dépeint le contexte de l'après-guerre en Corée du Sud comme une terre polluée envahie d'une part par la ruse, la flagornerie, les abus de pouvoir, et d'autre part par l'impérialisme américain. Ainsi, l'auteur réalise un acte d'accusation efficace sur le contexte de la société sud-coréenne dans les années 1960 ; son récit a été réimprimé plus tard dans la revue nord-coréenne, Front uni (Tong-il Jeonseon). Ce fait a été utilisé par les autorités sud-coréennes, qui l'ont ensuite accusé d'enfreindre la loi anti-communiste et l'ont ainsi condamné à l'emprisonnement. Il a été libéré en 1967 mais a été placé en prison une deuxième fois en 1974 sur des accusations de violation de la fameuse"Mesure d'urgence présidentielle n ° 1". Il dénonçait précisément ces abus de pouvoir et l'injustice qui en résulte et dont il a été directement victime. Son discours critique atteint son apogée dans Une lettre au Père (Buju jeonsangseo). Pourtant, les critiques contre les injustices et le gouvernement, aussi cinglante soient-elles, peuvent souvent laisser chez le lecteur un  certain sentiment de vide. En effet, on a souvent reproché à ses récits de n'aborder les phénomènes qu'en surface, ne parvenant pas à un développement poussé sur ce que cachent ces problèmes et sur les solutions à apporter.